# Pierre Clastres
Pierre Clastres, (1934–1977), was een Frans antropoloog. Hij is vooral bekend om zijn veldwerk onder de Guayaki-indianen in Paraguay en zijn theorieën over staatloze samenlevingen. Volgens sommigen verschaft zijn werk een wetenschappelijke onderbouwing aan bepaalde anarchistische perspectieven.

## Theorieën
In zijn bekendste werk, La Société contre l'État (1974), bekritiseert Clastres enerzijds het evolutionistische idee dat de staat het vanzelfsprekende eindpunt in de geschiedenis van de politieke organisatie van iedere samenleving zou zijn. Anderzijds verwerpt hij ook het Rousseauiaanse idee dat tribale volkeren als "edele wilden" in een natuurlijke toestand van harmonie zouden verkeren waarin machtsrelaties ontbreken. In iedere samenleving bestaan, zo beweert Clastres, noodzakelijkerwijs machtsrelaties. In staatloze samenlevingen bestaat echter een complexe verzameling gebruiken welke als mechanisme functioneert dat het ontstaan van het machtsmonopolie van de staat tegenhoudt. Clastres beziet de staat dan ook als een specifieke constellatie van hiërarchische machtsverhoudingen welke alleen kan ontstaan wanneer dit mechanisme in een egalitaire samenleving uit balans wordt gebracht.

## Publicaties
- « Liberté, malencontre, innommable » dans Étienne de La Boétie, Le Discours de la servitude volontaire
- Chronique des Indiens Guayaki (Eng. vertal. Chronicle of the Guayaki Indians), 1972
- La Société contre l'État (Eng. vertal. Society Against the State), 1974
- Le Grand Parler. Mythes et chants sacrés des Indiens Guaraní, 1974
- Les marxistes et leur anthropologie (Eng. vertal. French Marxists and their Anthropology), 1978
- Recherches d'anthropologie politique, 1980
- Archéologie de la violence. La guerre dans les sociétés primitives (Eng. vertal. Archeology of Violence)